# DOS (OS)

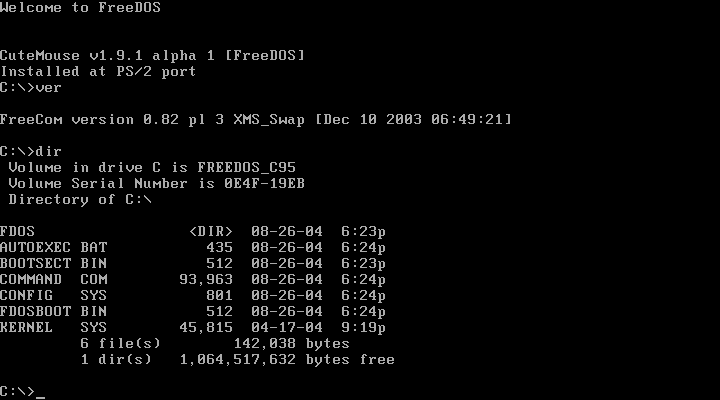
コマンドラインインタフェースやディレクトリ階層、バージョン情報を表示したFreeDOSの画面例。

ディスクオペレーティングシステム（英語: Disk Operating System、DOS、ディーオーエス、ドス）は、磁気ディスク装置を使用可能としたオペレーティングシステムの名称または通称。初期（1956年のIBM 305 RAMAC以前）のオペレーティングシステムは、補助記憶装置として磁気ディスク装置は使用できなかったため、対比としてこの名称が使用された。大別して以下が存在する。
- メインフレーム用のIBM DOS/360およびその後継 (1960年代以降)
- パーソナルコンピュータ用のPC DOSおよびMS-DOS。広義にはその前身、後継、互換、類似などを含む。(1980年代以降)
- その他、通常はDOSとは呼ばれないが、ディスク装置と関連が深いオペレーティングシステム

## メインフレーム用
IBMのメインフレームであるSystem/360のディスク装置搭載モデル用に用意されたOSの1つ。System/360の小型機種向けには BOS/360（ベーシック・オペレーティングシステム）、TOS/360（テープ・オペレーティングシステム）、DOS/360（ディスク・オペレーティングシステム）があった。DOS/360は1966年にリリースされ、DOS/VS（ディスク・オペレーティングシステム/仮想記憶）, DOS/VSE, VSE/AF, VSE/SP, VSE/ESA へと発展し、最終的に z/VSE に進化した。

## パーソナルコンピュータ用
- CP/M (8080用)
  - CP/M-86、CCP/M、C-DOS (8086用)
- 86-DOS (1980年、別名 QDOS。PC DOSやMS-DOSの前身)
- PC DOS (1981年、IBM PC用として登場。Ver.4、Ver.5はIBM DOS)
- MS-DOS (1982年、PC DOSのOEM版として登場)
- DOS Plus (1985年)
- DR-DOS (1988年、デジタルリサーチ社が開発したMS-DOS互換のDOS。後のNovell DOS、OpenDOS）
- PTS-DOS (1991年)
- FreeDOS (1994年、MS-DOS互換のフリーなDOS)
- AmigaDOS
- AMSDOS
- ANDOS
- Apple DOS （#その他も参照）
- Atari DOS
- Commodore DOS
- CSI-DOS
- IS-DOS
- ProDOS
- TRS-DOS
- MSX-DOS
- F-DOS （SHARP製の開発ツール）
- H-DOS （ハドソン製のDOS）
- PyDOS  (PythonでのDOS環境)

## その他

### APPLE IIのDISK拡張機能
Apple ComputerによるApple IIのDISK拡張機能。
Apple IIのDISK機能拡張もDOS3.xと呼ばれている。これはBASICに付加することを強く意識しているため、一見すると他のマシンで言うところのDISK-BASICのようだが、標準入出力（Apple IIは当時のPCには珍しく、ROM-OSレベルで標準入出力の概念を備えている）を通じて呼び出される独立した機能拡張である。すなわち、BASICのコマンド拡張であるDISK-BASICと異なりBASICからも標準入出力を通じて呼び出さなければならず、他方、BASIC以外の言語からも容易に呼び出すことができる。このようにDOS3.xはDISK-BASIC全盛期においてBASICから独立した独特の実装となっているが、結局はなんらかのプログラム言語の付加機能として機能することを前提としている点で、現在の一般的なDOSの概念とは異なると考えてよいだろう。

### FLEX
TSCの6800/6809用のFLEX

### OS-9
6809用から発展した、マイクロウェアのOS-9（OS-9はリアルタイムオペレーティングシステムでもある）

### DISK-BASIC
Microsoft BASIC系のBASICインタプリタでは、フロッピーディスクの普及に伴い、インタプリタの拡張機能としてディスク関連機能が搭載されるようになった。これも、広義のDOSの一種と言うことができる。当初はオプションであったが、フロッピーディスクさらにはハードディスクの普及の本格化に伴い、標準的な機能として含まれるようになった。MS-DOS等がDOSのデファクトスタンダードとしての地位を確立するまで、利用された。

### S-OS SWORD
Oh!X#S-OSを参照。雑誌『Oh!X』に掲載されたマシン語モニタ。サブルーチンの入出力条件があらかじめ定義されており、移植された対象では同じアプリケーションが動作する。前身である"MACE"ではテープのみをサポート。

### X68000
- Human68k